# Bisdom Zipaquirá
Het bisdom Zipaquirá (Latijn: Dioecesis Zipaquirensis) is een rooms-katholiek bisdom met als zetel Zipaquirá, in Colombia. Het bisdom is suffragaan aan het aartsbisdom Bogota. 

## Geschiedenis
Het bisdom werd opgericht op 1 september 1951, uit delen van het aartsbisdom Bogota. 

## Parochies
Het bisdom had in 2020 een oppervlakte van 7.065 km2 en telde 846.091 inwoners waarvan 89,3% rooms-katholiek was.

## Bisschoppen
- Tulio Botero Salazar (1 mei 1952 - 8 december 1957)
- Buenaventura Jáuregui Prieto (8 december 1957 - 8 juli 1974)
- Rubén Buitrago Trujillo (8 juli 1974 - 27 september 1991)
- Jorge Enrique Jiménez Carvajal (9 november 1992 - 6 februari 2004)
- Héctor Cubillos Peña (30 juni 2004 - heden)

## Galerij van afbeeldingen

Wapen van het bisdom Zipaquirá

Bogota (aartsbisdom) · Engativá · Facatativá · Fontibón · Girardot · Soacha · Zipaquirá